# お礼参り
お礼参り（おれいまいり）とは、神社仏閣に願を掛け、その願いが成就した時に、お礼として礼拝や布施を行うこと。これが、「お礼参り」という言葉の本来の意味合いである。
しかし、その意味合いを転じる形で、犯罪者などが「警察に告発した者」や「裁判で不利な証言をした者」に対して行う報復行為や、あるいは学校の卒業生が在学中に恨みを持った教師あるいは上級生、同級生への報復、「上司と部下」「先輩と後輩」という立場で虐げられていた場合、関係解消後に行う報復行為などを意味することもあり、俗語といった面も含まれている。
アメリカ合衆国では証人を証人保護プログラムにおいて保護することがある。日本においてはこのような法に基づいた制度はないが、日本独自の制度としては「更生保護における犯罪被害者等の方々のための制度」があり、受刑者が出所したとき証言者にその期日を伝える「被害者等通知制度」が含まれている。それだけでなく、自己防衛などの処置を取るよう助言することもある。不利な証言をしないよう証人への脅迫を手紙などで行った場合は証人等威迫罪となる。未決勾留中の被疑者のお礼参りを考慮して、「被害者や証人に対し、危害を加えるおそれがある場合」を理由として権利保釈の請求を却下することがある。

## 事例
- 1951年に爆破事件で逮捕された加害者（懲役10年）が、1952年に収容施設を脱獄後、関係者を殺害（藤本事件を参照）。後日、逮捕され死刑に処せられた。
- 1962年に元妻の母（義母）への尊属殺人事件を起こして無期懲役に処された加害者が元妻の親族たちを逆恨みし、仮釈放後の1985年に元妻の親族2人を殺害。加害者は1992年に死刑判決が確定し、1999年に執行された。

- 1989年に強姦致傷事件を起こして懲役7年の刑に処された加害者（それ以前にも1976年に別の殺人事件を起こして懲役10年に処された前科がある）が、出所後の1997年に被害者を殺害。加害者は2004年に死刑判決が確定し、2008年に執行された。

- 1985年に暴力団の抗争中に一般人を殺害した加害者（懲役18年）が、出所後の2006年に情報提供者を恐喝。後日逮捕され、懲役7年の判決が確定。
- 2000年に落語家の桂春彦が、所属していた事務所の社長である板東英二によって事務所を解雇されたことに腹を立てて恐喝未遂。後日逮捕され、懲役2年、執行猶予3年の有罪判決を受けた。
- 2004年には札幌刑務所勤務の男性刑務官が同所を出所した暴力団組員数人に襲撃され重傷を負った上、所有の乗用車を損壊される事例などがあった。
- 2005年に傷害事件で逮捕された加害者（懲役2年）が、警察に通報した被害者を逆恨みし、刑務所内から脅迫文を郵送。敷地内での逮捕は避けて欲しいという所長の要請により2007年の刑期満了と同時に刑務所前にて脅迫の容疑で逮捕された。事実上出所しなかったことになる。